# 木村三恵
木村 三恵（きむら みえ、12月8日 - ）は大阪府豊中市出身の声優・タレント・ラジオパーソナリティ。血液型A型。既婚。以前はオフィスCHKに所属していたが、現在はフリー。学歴は短期大学卒業。

## 略歴
愛称は「み〜たん」で、年齢や出生年は非公表。3人姉妹の末っ子で、幼少期からの宝塚歌劇団ファンである。
高校時代には体操部に所属。一時は宝塚音楽学校への入学を志していたが、卒業後は短期大学の幼児教育科を経て、保育園で保育士として働いていた。しかし、声優を志したため、保育園を退職したうえで京都の声優養成学校へ入学。『M3〜森谷威夫のモリモリマニア』（KBS京都→ネットラジオ）の「声優になろう」のコーナーに出演すると、同コーナーのラジオドラマで好評を博して「殿堂入り」を果たしたことを機に、タレントとしてデビューした。
ラジオ関西では、2002年（平成14年）から2019年（平成31年）3月31日まで、『王様ラジオキッズ』のパーソナリティーを担当。子どもたちを中心に、一躍人気を博した。2006年（平成18年）には、『み〜んなおいで元気な子! QQ体操』（子どもの防災意識を高める目的でラジオ関西が兵庫県などと制作した楽曲、作詞・作曲は神戸市在住のシンガーソングライター、天宮遥が担当）の振り付けを手がけたことを機に、自治体や保育園にDVDを配布したり、キャラバン隊として兵庫県内の幼稚園などを訪問したり、イベントに出演したりしている。
2009年（平成21年）4月から10月まで、関西テレビの生活情報番組『アップ&UP!』に出演。これまで担当してきたラジオ番組のリスナーだけでなく、新たな視聴者からも人気を博した。2009年度から2011年度までは、MBSラジオのナイターオフ番組『MBSたびぐみ とっておき旅ラジオ』で、旅行プランのプレゼンター「タビマガコミュニケーター」を務めた。その一方で、南かおりなどと結成した音楽ユニットで、インディーズの歌手としても活動。2011年（平成23年）には、2月に神戸市内のライブハウス「Varit.」でライブを開いた。
好きな有名人は藤井フミヤ。タレントデビュー後に「CBシネマコミュニケーター学院」（疋田哲夫や森川みどりなどが講師を務める大阪市内の専門学校）で2年間学んだことから、卒業後は「シネマコミュケーター」という肩書で、新作映画に関する舞台挨拶やトークショーの司会を担当する機会も多い（詳細後述）。

## 出演

### テレビ・ラジオ

#### 現在
- たからづか8丁目35番地 水曜日→火曜日（エフエム宝塚）
- chai（チャイ）（e-radio、2018年4月 - ）
- レコード・アーカイブス　金曜日（ラジオ関西）
- 木村三恵のアイドルパラダイス（ラジオ関西、2008年10月 - 2019年9月・2021年4月 - 2022年3月・2023年4月 - ）

#### 過去
- 王様ラジオキッズ（ラジオ関西、2002年4月 - 2019年3月）
- MBSたびぐみ とっておき旅ラジオ金曜日（MBSラジオ、2010年1月 - 3月、「タビマガH.I.S.」コーナーのみ出演）
- MBSたびぐみ とっておき旅ラジオ木曜日（MBSラジオ、2010年10月 - 2011年3月、「タビマガH.I.S. とにかく安いベスト3」コーナーのみ出演）
- charge!（チャージ）木曜日（e-radio、2015年4月 - 2018年3月）
- アップ&UP!（関西テレビ）
- 木村三恵の万葉ものがたり（ラジオ大阪）
- 堀内圭三のGENKI倶楽部（KBS京都）
- 名曲☆ラジオ☆関西 ら・ら・ら歌謡曲（ラジオ関西）
- 総選挙!ラジオDEしょー!（ラジオ関西）
- ドラマの風「あの人に捧げる音楽」（MBSラジオ）
- 健勝苑スペシャル・卓球バドミントンTV（スカイパーフェクTV）
- 堺シティ9/姫リポーター（堺市CATV）
- わが街旬だより（eo光テレビ）
- 笑福亭銀瓶の銀ぎんワイド（ラジオ大阪）
- MBSたびぐみ とっておき旅ラジオ土曜日（MBSラジオ、2011年11月 - 2012年3月、通常は「タビマガH.I.S.」コーナーのみだが、全編に出演することがあった）
- たからづかラジオピース 木曜日（エフエム宝塚）
- タカラヅカ Lady's Salon（さくらFM・FMいたみ・FMaiai・FM宝塚 4局ネット）
- ビバ!タカラジェンヌ（ラジオ関西、2023年4月 - 9月）

### 映画
- 劇場版 仮面ライダー響鬼と7人の戦鬼 （エキストラ出演[2]）

### MC
- 轟轟戦隊ボウケンジャー THE MOVIE 最強のプレシャス 関西地区舞台挨拶
- 電影版 獣拳戦隊ゲキレンジャー ネイネイ!ホウホウ!香港大決戦 関西地区舞台挨拶、東映太秦映画村トークショー
- 炎神戦隊ゴーオンジャー BUNBUN!BANBAN!劇場BANG!! 関西地区舞台挨拶、東映太秦映画村・和歌山マリーナシティトークショー
- 侍戦隊シンケンジャー 銀幕版 天下分け目の戦 関西地区舞台挨拶
- 天装戦隊ゴセイジャー エピックON THEムービー 関西地区舞台挨拶、和歌山マリーナシティトークショー
- 仮面ライダーカブト GOD SPEED LOVE 東映太秦映画村トークショー
- 仮面ライダー電王 俺、誕生! 関西地区舞台挨拶、東映太秦映画村・和歌山マリーナシティトークショー
- ONE PIECE THE MOVIE エピソードオブチョッパー+冬に咲く、奇跡の桜 関西地区舞台挨拶
- ONE PIECE FILM STRONG WORLD 関西地区舞台挨拶